# Lin Li (simmare)
Lin Li, född 9 oktober 1970 i Nantong, är en kinesisk före detta simmare.
Hon blev olympisk guldmedaljör på 200 meter medley vid sommarspelen 1992 i Barcelona.